# جيري هاريس
جيري هاريس (بالإنجليزية: Jerry Harris)‏ هو فنان أمريكي، ولد في 23 نوفمبر 1945 في بيتسبرغ في الولايات المتحدة، وتوفي في 11 فبراير 2016 في تشيكو في الولايات المتحدة.